# 다 게임 탓이야
"다 게임 탓이야"(독일어: Spieleabend)는 2024년 공개된 독일의 코미디 영화다.
2024년 7월 12일 넷플릭스에서 공개되었다.

## 출연
- 데니스 모옌 - 얀 역
- 야니나 우세 - 피아 역
- 스테판 루카 - 마티아스 역
- 안나 마리아 뮈헤 - 카로 역
- 악셀 슈타인 - 올리버 역
- 에딘 하사노비치 - 알렉스 역
- 타네시아 아브트 - 실라 역
- 막시밀리안 마이어브레트슈나이더 - 쿠르트 역
- 베른드 횔셔 - 피퍼 역
- 알폰시나 벤코스메 - 가브리엘라 역

## 공개
2024년 7월 12일 넷플릭스에서 전 세계적으로 공개되었다.